# Trigonexora
Trigonexora là một chi bọ cánh cứng trong họ Chrysomelidae.
Chi này được miêu tả khoa học năm 1969 bởi Bechyne & Bechyne.

## Các loài
Các loài trong chi này gồm:
- Trigonexora decemstillata (Bechyne, 1958)
- Trigonexora gerentia (Bechyne & Bechyne, 1964)
- Trigonexora spissa (Bechyne, 1956)
- Trigonexora stilodina (Bechyne & Bechyne, 1962)